# 吉田洋一
吉田 洋一（よしだ よういち、1898年〈明治31年〉7月11日 - 1989年〈平成元年〉8月30日）は、日本の数学者。元北海道帝国大学教授。立教大学名誉教授。随筆家、俳人としても知られた。

## 経歴
1898年、東京に生まれた。1923年、東京帝国大学理学部数学科を卒業。卒業後は第一高等学校教授となった。後に母校の東京帝国大学助教授に就任。北海道大学理学部数学科の創設準備としてフランスに留学し、1930年より北海道帝国大学教授。1949年、立教大学理学部数学科教授に就任。1964年3月、定年退職し、立教大学より名誉教授の称号を受ける。その後、1965年から1969年まで埼玉大学教授として教鞭をとった。

## 受賞・栄典
- 1952年『数学の影絵』で第1回日本エッセイスト・クラブ賞を受賞。

## 数学者として
- 戦前、北海道大学理学部数学科の創設に携わり、後にその尽力の結果もあって一時期は「数学をやるなら北大が良い」と言われたこともあった。

## 数学教育に関して
- 数学者としての研究に加えて、数学教育に多大な足跡を残した。
- 1939年に出版された『零の発見』（岩波新書）は、吉田の名を有名にした本で、数学の読み物として現在でも多くの人に読まれている。しかし内容には間違いが多い。まず標題に基づく内容はあくまで「ゼロ（0）という記号を最初に使用したのはインド人」というのみであってゼロを発見・発明したのはインドではない。本書では触れられていないが中国では紀元前14世紀に十進法を使用開始し、紀元前4世紀にはゼロを空位で表現した位取り記数法を使用していた。また本書では小数の使用は欧州で16世紀に開始されたと書かれているが、中国では紀元前にすでに小数を用いており、現存する最古の小数は紀元5年の日付のある劉歆による体積の標準単位に関する碑文にある「9.5」である。16世紀欧州の数学者は小数を中国から学んで使用した[1]。本書に記述された内容は戦前の日本における理解であり、現在の常識とはかけ離れている。
- 戦前に書かれた『函数論』（岩波全書）も長く読まれた本で、この本は細部にまで気が配ってあり、本の構成方法などが、後の数学書の模範となったとされている。
- 『微分積分学序説』（培風館）は微分積分学の理論的な基礎を丁寧に解説してある本で、『微分積分学』（培風館）は理工系大学の微分積分学の決定版と言われた。
- 吉田は「新数学シリーズ」(培風館）の監修を担当し、そのシリーズの本は多くの大学などの機関ででテキストとして採用された。
- 数学書の練習問題の指示文に、「～せよ」「～しなさい」などという命令を表す文を使わず、「～する」という文を使っていた。[2]

## 随筆など文芸活動について
- 随筆家、俳人としても著名であった。随筆集として、『白林帖』『数学の影絵』『数学の広場』『数と人生』『歳月』などがある。

## 家族・親族
- 息子：吉田夏彦は哲学者。
- 娘：赤冬子は翻訳家。数学者の赤摂也と結婚した。

## 著作

### 単著
- 『実変数函数論概要』共立社書店、1934年。
- 『函数論』岩波全書、1938年。改版1965年
- 『零の発見』岩波新書、1939年。各・改版1956年、1979年、2015年
- 『白林帖』甲鳥書林、1943年。
- 『微分積分学序説』培風館、1949年。
- 『人間算術』角川書店、1950年。
- 『数学の影絵』東和社、1952年。河出文庫、1982年。下記・角川版とは異なる編集
- 『一対一』弘文堂〈アテネ文庫〉、1952年。
- 『初等数学辞典』弘文堂〈アテネ文庫〉、1954年。
- 『微分積分学』培風館、1955年。ちくま学芸文庫、2019年。
- 『数学あ・ら・かると』学生社新書、1956年。
- 『点集合論入門』培風館〈新数学シリーズ〉、1960年。
- 『ルベグ積分入門』培風館〈新数学シリーズ〉、1965年。ちくま学芸文庫、2015年。
- 『数学者の眼　現代を生きるヒント』講談社現代新書、1965年。
- 『数学の影絵』角川選書、1969年。ちくま学芸文庫、2023年。増訂版で、全エッセイを収録
- 『数と人生』新学社文庫、1969年。新書判
- 『数学の広場』学生社〈科学随筆文庫〉、1977年11月。
- 『歳月』岩波書店、1984年7月。
- 『聞かれるままに』私家版、2001年1月。

### 共著・編著・共編著
- 吉田洋一 編『数学辞典』弘文堂〈アテネ文庫〉、1953年。
- 『数学序説』赤摂也と、培風館、1954年。ちくま学芸文庫、2013年。
  - 『数学序説』赤摂也と（改訂版）、培風館、1961年。
  - 『数学序説』赤攝也と（改訂版）、培風館、2001年9月。ISBN 4-563-00101-5。
- 『世論調査』西平重喜と、岩波新書、1956年。
- 『数表』吉田正夫共編、培風館〈新数学シリーズ〉、1958年。
- 『代数および幾何　基礎課程』河野伊三郎と、培風館、1958年。
- 『数学の広場』矢野健太郎と、学生社、1961年。
- 『数学概論　大学教養』村田全と、同文書院、1961年。
- 矢野健太郎 編『私の数学勉強法』ダイヤモンド社、1965年。
  - 矢野健太郎 編『私の数学勉強法』ダイヤモンド社〈サイエンスブックス〉、1982年3月。
- 『科学随筆全集』中谷宇吉郎・緒方富雄編、学生社、1966年。
- 『数学に強くなる法』田島一郎編、ダイヤモンド社、1966年。

### 翻訳
- アンリ・ポアンカレ『科学と方法』岩波書店、1926年。岩波文庫、1953年。
- ロナルド・ミーク『イギリス古典経済学』未來社〈社会科学ゼミナール〉、1956年。
- R.L.ワイルダー『数学基礎論序説』培風館、1969年。
- アンリ・ポアンカレ『科学の価値』岩波文庫、1977年5月。